# Люткевич, Густав
Гу́став Лю́ткевич (пол. Gustaw Lutkiewicz; 29 июня 1924, Каунас, Литва — 24 февраля 2017, Варшава, Польша) — польский актёр театра, кино и телевидения.

## Биография
В межвоенный период семья Люткевичей переехала в Вилкомир, где его отец стал секретарем польской гимназии, в 1945 г. семья переехала в Сувалки.
Дебютировал в театре в 1948 г. Актёрское образование получил в Государственной высшей театральной школе (теперь Театральная академия им. А. Зельверовича) в Варшаве, которую окончил в 1949 г. Актёр театров в Лодзи (Новый театр 1949—1960, Театр «7.15» 1960—1961) и Варшаве (Драматический театр 1961—1963, Всеобщий театр 1963—1968 и вновь с 1974, Национальный театр 1969—1974).

## Награды и звания
- Офицерский крест ордена Возрождения Польши
- Золотой Крест Заслуги
- Серебряная Медаль «За заслуги в культуре Gloria Artis»

## Фильмография
- 1999 — Огнём и мечом — атаман Барабаш
- 1998 — Сизифов труд
- 1998 — Экстрадиция 3
- 1991 — Капитан Конрад
- 1989-1991 — В лабиринте
- 1989 — Консул
- 1989 — Ринг
- 1988 — Ромео и Джульетта
- 1988 — Американка
- 1987 — Палата № 6
- 1987 — Баллада о Янушике
- 1986 — Предупреждения
- 1986 — Змееносец
- 1986 — Сагма
- 1983 — Привидение
- 1983 — Альтернативы 4
- 1983 — Надзор
- 1980 — Встреча в Атлантике
- 1979 — Доктор Мурек
- 1979 — Грезить во сне
- 1978 — Кошки это сволочи
- 1976 — Заклятый двор
- 1975 — Ночи и дни
- 1975 — Дом моих сынов
- 1974 — Сколько той жизни
- 1973 — На небе и на земле
- 1972 — Коперник
- 1971 — Секс-подростки
- 1971 — Овцы в лесу
- 1971 — Актриса
- 1971 — Беспокойный постоялец
- 1970 — Локис
- 1969 — Новый
- 1969 — Пан Володыевский
- 1967 — Явка на Сальваторе — директор судоходной компании
- 1966-1968 — Клуб профессора Тутки
- 1966 — Боксёр
- 1966 — Дон Габриэль
- 1965 — Ленин в Польше
- 1964 — Загонщик
- 1963 — Девушка из банка
- 1963 — Раненый в лесу
- 1962 — Гангстеры и филантропы
- 1961 — Задушки
- 1960 — Пиковый валет
- 1957 — Шляпа пана Анатоля
- 1956 — Земля
- 1954 — Карьера

Всего 93 фильма.